# (23737) 1998 HW150
(23737) 1998 HW150 est un astéroïde de la ceinture principale découvert en 1998.

## Description
(23737) 1998 HW150 a été découvert le 21 avril 1998 à l'observatoire de Kitt Peak, situé dans l'Arizona (États-Unis), par le projet Spacewatch de l’université de l'Arizona.

### Caractéristiques orbitales
L'orbite de cet astéroïde est caractérisée par un demi-grand axe de 2,30 UA, un périhélie de 1,75 UA, une excentricité de 0,24 et une inclinaison de 5,14° par rapport à l'écliptique. Du fait de ces caractéristiques, à savoir un demi-grand axe compris entre 2 et 3,2 UA et un périhélie supérieur à 1,666 UA, il est classé, selon la JPL Small-Body Database, comme objet de la ceinture principale.

### Caractéristiques physiques
(23737) 1998 HW150 a une magnitude absolue (H) de 14,6 et un albédo estimé à 0,240.